# 镰猛蚁属
镰猛蚁属（学名：Harpegnathos ）又稱掠針蟻屬，是猛蚁亚科之下的一个属，包含9个物種和3个亚种。 该属蚂蚁靠拟工蚁和有性工蚁繁殖。
属名Harpegnathos中的“Harpe”来源于拉丁语，意思是镰刀，故翻译为镰猛蚁属。

## 外觀
该属物种的視力仅次于破坏巨眼蚁（Gigantiops destructor），其视力能够看到 1m外的东西。此外它还有着镰刀般的颚，而这也是它被命名为“镰”猛蚁的原因。

### 多功能的上颔
镰猛蚁的上颔是种很特别的上颔。不同于其他的蚂蚁，该属物种为了实施上颔多功能化，于是便进化出了这种镰刀颔。这种颔即可以拥有大杀伤力，也可以以轻柔的力度抓取蚁卵。
研究发现在镰猛蚁与蜘蛛的一场对战中，镰猛蚁会使用上颔的尖端或中间部分来夹住蜘蛛的腿，并不断的发力，直至扯断蜘蛛的腿，另外还发现折断蜘蛛腿所需的力可以达到镰猛蚁自身体重的500倍。而在抓取卵时，镰猛蚁会使用颔下方的一个小突脊来夹住卵，这种方法可以保护卵不被锋利的上颔破坏。
在这项研究中，研究者研究了发生在上颔不同部位的紧夹和轻夹的夹持行为。采用扫描电子显微镜（SEM）观察颌的微观结构，并采用实验装置检查蜘蛛腿的断裂力和镰猛蚁上颌的粘附力。研究者还构建了四种类型的仿镰猛蚁上颔的爪子，模拟上颌的自然生理机能，以展示在活体动物上难以检查的粘附力机制。为了检查轻柔的夹取行为，研究者使用高速摄像机记录了上颌的运动，并建立了一个有限元模型来解释镰猛蚁通过小突脊轻夹卵幼的能力。通过结合理论和实验分析，他们提供了第一个证据，证明上颔的锯齿和毛的几何形状及分布规律，以及它们的运动学特性，使这种上颔能够执行强大且精细的任务。

## 習性
该属已有三种镰猛蚁被确认拥有跳躍能力，當它們遇到危險時就會迅速跳走。

### 狩獵
镰猛蚁完全为單獨狩獵，上午5点至10点下午16点至19点时覓食慾望最活躍。镰猛蚁是完完全全的掠食和肉食动物，只以節肢動物的血淋巴为食，特別不喜糖水和素类食物，它们喜欢狩獵一些拥有較強逃脫能力的節肢動物，包括但不限于：等足类、蛛形纲、蟋蟀和蟑螂。 当它们遇到猎物时，它们就会用超强的视力来快速锁定目标，随后左右摆动腹部，然后用它们的大颚瞬間夹住猎物，並注入毒素，直至猎物被毒得无法动弹后，它们就会把猎物拖进巢穴内和同伴一起分食。
该属物种是一个拥有独特外观的属，很容易让人联想起澳大利亚的牛蚁。如牛蚁一样，镰猛蚁的眼睛非常大，因为两者都主要通过视觉捕食，并且不会像大多数其他蚂蚁那样留下信息素痕迹。 也同牛蚁一样，它们的颚很长。由于缺乏信息素信号，所以工蚁是单独狩猎的，同时它们也必须将食物带回巢穴才能吃，因为它们缺乏社会胃，无法存进肚子后再喂给其他工蚁。

### 群落社会
与其他属相比，该属具有复杂而不同的蚁群结构。一开始，拟工蚁会从它们的出生地飞出来，与外来的雄蚁配对并开始建起新的蚁群。与其他蚂蚁不同的是，一旦创始拟工蚁提前去世，它生下的工蚁就会取代她成为蚁群中新的繁殖工蚁。作为几种猛蚁物种的特征，工蚁可以交配（总是与外来雄蚁配对）并将精子储存在精子囊中。
在跳镰猛蚁这个物种中，许多工蚁会与来自同一群落的雄蚁（它们的兄弟）近亲繁殖。他们为建立支配阶级制度而战，少数高级且能打的工蚁成为繁殖工蚁并产蛋，即所谓的有性工蚁（Gamergate）。每年都会有新的拟工蚁被饲养，它们会出家建新巢，重新开始这个过程。因为该物种拥有拟工蚁和有性工蚁的缘故，理论上讲可以延长蚁群的寿命，甚至永不灭。

## 物种
该属物种包括：
- 阿氏镰猛蚁 Harpegnathos alperti General, 2016[10]
- 埃氏镰猛蚁（俄语：Harpegnathos empesoi） Harpegnathos empesoi Chapman, 1963[11]
- 霍比镰猛蚁 Harpegnathos hobbyi Donisthorpe, 1937[12]
- 奥氏镰猛蚁 Harpegnathos honestoi General, 2016[10] 霍氏镰猛蚁
- 麦氏镰猛蚁 Harpegnathos macgregori Wheeler & Chapman, 1925[13]
- 黑胸镰猛蚁 Harpegnathos medioniger Donisthorpe, 1942[14] 中黑镰猛蚁
- 浅足镰猛蚁 Harpegnathos pallipes (Smith, 1858)[15]
- 跳镰猛蚁 Harpegnathos saltator T. C. Jerdon, 1851[16] 舞镰猛蚁
  - 跳镰猛蚁大眼亚种 Harpegnathos saltator cruentatus Smith, 1858[15]
  -  跳镰猛蚁斯里兰卡亚种 Harpegnathos saltator taprobanae Forel, 1909[17] 跳镰猛蚁黑腹亚种
- 猎镰猛蚁 Harpegnathos venator Smith, 1858[15]
  - 猎镰猛蚁刻纹亚种 Harpegnathos venator rugosus Mayr, 1862[18] 猎镰猛蚁如氏亚种
  -  猎镰猛蚁查普曼亚种 Harpegnathos venator chapmani Donisthorpe, 1937[12]